# Saussurea costus
El costo verdadero (Saussurea costus) es una especie de planta de flores perteneciente a la familia  Asteraceae. Es una de las 50 hierbas fundamentales usadas en la medicina tradicional china donde tiene el nombre chino de yún mù xiāng (云木香).

## Descripción
Es una planta perenne con tallo vertical que alcanza un tamaño de 1 a 2 m de altura. 
Las hojas son grandes en la base del tallo (varias decenas de centímetros), e irregularmente dentadas. Las flores de color púrpura formar una cabeza. Los frutos son aquenios de 8 mm de longitud coronados por un vilano. Las raíces son de color marrón oscuro o gris y miden hasta 40 cm de largo.

## Historia
El uso medicinal de la sausurea, como lo demuestra su presencia en la Capitulare de villis vel curtis imperii, una orden emitida por Carlomagno que reclama a sus campos para que cultiven  una serie de hierbas y condimentos incluyendo las "costum" identificada actualmente como Saussurea costus.

## Usos
En Asia, la raíz que se utiliza por sus propiedades medicinales, incluyendo la medicina tradicional china y la medicina ayurvédica. Registrada bajo el nombre de Muxiang en la farmacopea china, es una de las cincuenta plantas básicas de la medicina china y se supone que para se utiliza fortalecer el Qì. Sus propiedades son muy variadas, aunque no siempre demostradas. 
En el tracto digestivo, se usa contra la diarrea, náuseas, dolor de estómago, úlceras, dispepsias, o para tratar el cólera. 
También se utiliza para tratar el reumatismo, dolor de muelas, fiebres, trastornos de origen inflamatorio. 
Finalmente se utilizan en el tratamiento del asma, trastornos respiratorios, y la ictericia, en caso de hipotensión , pero también como un sedante, afrodisíaco, insecticida, fungicida, virucida, desinfectante y hacer fumigaciones.
Se usa en los cosméticos,  en perfumes y champús.

## Composición química
Sólo la composición química de la raíz ha sido bien estudiada. 
En su mayoría son derivados sesquiterpenos que han sido identificados (costunolida, etc ...). Contiene un aceite esencial (1,5%), también  rico en sesquiterpenos.

## Distribución y hábitat
Es originaria de Asia (Himalaya, Cachemira, India, Pakistán), se encuentra  entre los 2000 y 5000 metros de altitud y es cultivado por sus propiedades medicinales.

## Taxonomía
Saussurea costus fue descrita por (Falc.) Lipsch. y publicado en Botaničeskij Žhurnal (Moscow & Leningrad) 49(1): 131. 1964.
Etimología
Saussurea: nombre genérico que fue nombrado por De Candolle en honor de Nicolas-Théodore de Saussure (1767-1845).
costus: epíteto latíno 
Sinonimia
- Aplotaxis lappa Decne.
- Aucklandia costus Falc.
- Aucklandia lappa Decne.
- Saussurea lappa (Decne.) Sch.Bip.
- Theodorea costus Kuntze[5]